# ホーチミン・メトロ1号線
ホーチミン・メトロ1号線（ホーチミン・メトロ1ごうせん）は、ベトナム社会主義共和国のホーチミン市1区のベンタイン駅からビンズオン省ジーアン市のスオイティエンバスターミナル駅までを結ぶ、ホーチミン・メトロの路線である。

## 沿革
- 2024年12月22日：開業。ベトナム国内における、地下区間を走行する地下鉄としては初の路線である[1][2]。

## 路線概要
- 保安装置: CBTC[3] 路線距離: 19.7 km
- 全線所要時間: 29分30秒
- 運行時間: 5時〜23時30分
- 表定速度: 66.8km/h
- 各駅停車時間: 30秒
- 車両基地: ロンビン車両基地

全駅に可動式ホーム柵（ホームドア）が設置されている。
また全駅に自動改札が導入されているが、自動券売機はシステムの構築遅れのため稼働できず、有償運転開始時には急遽MasterCardのタッチ決済が追加導入され、有人窓口での乗車券販売と併用する形となった。その後VISAやJCBのタッチ決済に対応したほか、スマートフォンアプリ「ザロペイ」での決済も導入され、決済方法の多様化が進められている。

## 駅一覧
| 駅名                           | 駅名                | 駅間キロ (km) | 累計キロ (km) | 接続路線 | 所在地       | 所在地         |
| 日本語                         | ベトナム語          | 駅間キロ (km) | 累計キロ (km) | 接続路線 | 所在地       | 所在地         |
| ------------------------------ | ------------------- | ------------- | ------------- | -------- | ------------ | -------------- |
| ベンタイン駅                   | Bến Thành           | 0.0           | 0.0           |          | ホーチミン市 | 1区            |
| 市民劇場駅                     | Nhà hát Thành phố   | 0.6           | 0.6           |          | ホーチミン市 | 1区            |
| バソン駅                       | Ba Son              | 1.7           | 2.3           |          | ホーチミン市 | 1区            |
| ヴァンタイン公園駅             | Công viên Văn Thánh | 1.2           | 3.5           |          | ホーチミン市 | ビンタイン区   |
| タンカン駅                     | Tân Cảng            | 0.9           | 4.4           |          | ホーチミン市 | ビンタイン区   |
| タオディエン駅                 | Thảo Điền           | 1.1           | 5.5           |          | ホーチミン市 | トゥドゥック市 |
| アンフー駅                     | An Phú              | 1.0           | 6.5           |          | ホーチミン市 | トゥドゥック市 |
| ラックチエック駅               | Rạch Chiếc          | 1.7           | 8.2           |          | ホーチミン市 | トゥドゥック市 |
| フオックロン駅                 | Phước Long          | 1.5           | 9.7           |          | ホーチミン市 | トゥドゥック市 |
| ビンタイ駅                     | Bình Thái           | 1.3           | 11.0          |          | ホーチミン市 | トゥドゥック市 |
| トゥドゥック駅                 | Thủ Đức             | 1.8           | 12.8          |          | ホーチミン市 | トゥドゥック市 |
| ハイテクパーク駅               | Khu Công nghệ cao   | 2.4           | 15.2          |          | ホーチミン市 | トゥドゥック市 |
| 国家大学駅                     | Đại học Quốc Gia    | 1.5           | 16.7          |          | ホーチミン市 | トゥドゥック市 |
| スオイティエンバスターミナル駅 | Bến xe Suối Tiên    | 3.0           | 19.7          |          | ビンズオン省 | ジーアン市     |

- ベンタイン駅からバソン駅が地下駅、ヴァンタイン公園駅からスオイティエンバスターミナル駅が高架駅[7]。

## 車両
日立製作所笠戸事業所製20m級3両編成が17編成用意された。